# Daniel Friderici
Daniel Friderici (Eisleben, 1584 - Rostock, 23 de setembre de 1638) fou un chantre, director i compositor alemany.
Fou magister i chantre primarius a Rostock i deixà un tractat molt apreciat: Musica fuguralis (1614; 6a ed. 1677). Entre les seves composicions i figuren: 
- Musikalisches Kräntzlein, a 4 veus (1614: 3a ed. 1623),
- Concerten mit 3 Stimmen (1617),
- Musikalisches Straüsschen, en dues parts (1a a 3 i 4 veus, 1614; 4a ed. 1629); 2a a 4 i 5 veus 1624)
- Amors musicals, de 3 a 8 veus (1624-1634),
- Kurtzweiliges Quodlibet von 5 Stimmen nebs einen mussikalischen Dialogo von 6 Stimmen (1622),
- Honors musicals, de 4 a 6 veus (1624),
- Deliciae jovenils, a 4 veus (1654).